# Dihydrotestosterone
DHT, là viết tắt của Dihydrotestosterone (5α - Dihydrotestosterone), một hormone sinh dục nam. DHT có trong tuyến thượng thận, nang tóc, tinh hoàn, và tuyến tiền liệt.